# Rachel Green (Biologin)
Rachel D. Green (* 1964) ist eine US-amerikanische Biochemikerin und Hochschullehrerin. Sie ist Bloomberg Distinguished Professor of Molecular Biology and Genetics an der Johns Hopkins University School of Medicine. Seit 2000 forscht sie zusätzlich für das Howard Hughes Medical Institute (HHMI).

## Leben und Werk

In den 1990er Jahren untersuchte Green, wie ribosomale RNA tRNA ausrichtet, um die Reaktionen zu ermöglichen, die Aminosäuren während der Translation zu Proteinen zusammenbringen

Green ist die Tochter einer Chemielehrerin und erhielt 1986 ihren Bachelor of Science in Chemie an der University of Michigan. Anschließend promovierte sie 1992 an der Harvard University, wo sie im Labor von Jack Szostak an der Entwicklung katalytischer RNA-Moleküle und der Untersuchung ihrer Auswirkungen auf die Evolution des Lebens arbeitete. Als Postdoktorandin an der University of California in Santa Cruz erforschte sie im Labor von Harry Noller die vielfältigen Funktionen von r-RNA und t-RNA bei der Translation. Der Vorgang der Translation schien derzeit weitgehend gelöst zu sein. Die Begeisterung für das Human Genome Project wuchs, und viele Wissenschaftler hatten ihre Aufmerksamkeit vom Problem der Proteinbildung auf die Grundlagen der Genregulation und m-RNA-Synthese gerichtet. Green war trotzdem daran interessiert, Proteine und Faktoren zu identifizieren, die die Geschwindigkeit, mit der das codierte Protein eines Gens hergestellt wird, fein abstimmen und die endgültige Expression eines Gens beeinflussen.
1998 begann sie als Assistenzprofessorin in der Abteilung für Molekularbiologie und Genetik an der Johns Hopkins University School of Medicine und wurde 2007 zur ordentlichen Professorin befördert. Seit 2000 wird ihre Arbeit vom Howard Hughes Medical Institute (HHMI) unterstützt.
Derzeit (Stand Dezember 2022) ist Green Professorin für Molekularbiologie und Genetik an der Johns Hopkins School of Medicine und Forscher am Howard Hughes Medical Institute. Die Forschung in ihrem Labor konzentriert sich auf das Ribosom und Faktoren, insbesondere der Erforschung der Mechanismen und Wirkungen der mRNA-Überwachung, bei der falsch kodierte oder nicht funktionierende mRNAs einem Abbau unterliegen.
Green ist Mitglied des Scientific Advisory Board bei Moderna und berät zahlreiche andere Biotech-Unternehmen. Im Dezember 2022 betrug ihr h-Index laut Google Scholar 75, laut Datenbank Scopus 64.
Sie ist mit dem Genetiker Brendan Cormack verheiratet, mit dem sie drei Kinder bekam.

## Mitgliedschaften
- 2012: National Academy of Sciences
- 2017: National Academy of Medicine
- 2019: American Academy of Arts and Sciences[4]

## Auszeichnungen und Ehrungen
- Graduate Teaching Award der Johns Hopkins University School of Medicine
- 1996: Burroughs Wellcome Karrierepreis, Burroughs Wellcome Foundation
- 1999: Searle-Stipendienpreis, Searle Foundation
- 2000: Packard Fellowship Award, David and Lucile Packard Foundation

## Einige Publikationen
- Mit S. Djuranovic, A. Nahvi: miRNA-mediated gene silencing by translational repression followed by mRNA deadenylation and decay. In: Science. 2012, Band 336, Ausgabe 6078, S. 237–240 doi:10.1126/science.121569
- Mit T. Schneider-Poetsch, J. Ju, D. E. Eyler, Y. Dang, S. Bhat, W. C. Merrick, B. Shen, J. O. Liu: Inhibition of eukaryotic translation elongation by cycloheximide and lactimidomycin. In: Nature Chemical Biology. 2010, Band 6, Ausgabe 3, S. 209–217.doi:10.1038/nchembio.304
- Mit H. F. Noller, Ribosomes and translation. In: Annual Review of Biochemistry, 1997, Band 66, Ausgabe 1, S. 679–716. doi:10.1146/annurev.biochem.66.1.679
- Mit S. Djuranovic und A. Nahvi: A parsimonious model for gene regulation by miRNAs. In: Science. 2011, Band 331, Ausgabe 6017, S. 550–553. doi:10.1126/science.119113
- Mit F. Michel, M. Hanna, D. P. Bartel, J. W. Szostak: The guanosine binding site of the Tetrahymena ribozyme. In: Nature, 1989, Band 342, Ausgabe 6248, S. 391–395. doi:10.1038/342391a0